# Molorchus asperanus
Molorchus asperanus là một loài bọ cánh cứng trong họ Cerambycidae.